# Berend Boeyingabrug
De Berend Boeyingabrug is een bouwkundig kunstwerk in Diemen.
De brug is gelegen in de wijk Holland Park. Deze wijk werd door Sjoerd Soeters ingericht conform de structuur van wijken in Amsterdam en Kopenhagen. Dit had onder meer tot gevolg dat er allerlei kanalen en grachten werden aangelegd. 
De brug maakt onderdeel uit van een serie bruggen voor deze wijk. De meeste daarvan hebben daarom een standaard ontwerp. Het composieten dek is gemonteerd op een enigszins gebogen stalen frame. Het stalen frame draagt ook de stalen balusters en balustrades. De brug werd afgewerkt middels houten leuningen. De brug is ontworpen door Karres en Brands (Landschapsarchitecten) in samenwerking met ingenieursbureau ABT (techniek) en Janno Hahn (belettering).
De infrastructuur van de wijk is vernoemd naar Nederlandse kunstenaars. Zo ligt de Berend Boeyingabrug, vernoemd naar architect Berend Tobia Boeyinga over de Piet Mondriaansingel (kunstschilder Piet Mondriaan) tussen het Theo van Doesburghof (kunstschilder Theo van Doesburg en het Willem Dudokhof (architect Willem Dudok). De brug is alleen geschikt voor voetgangers en fietsers. De naam is verwerkt in het stalen frame.

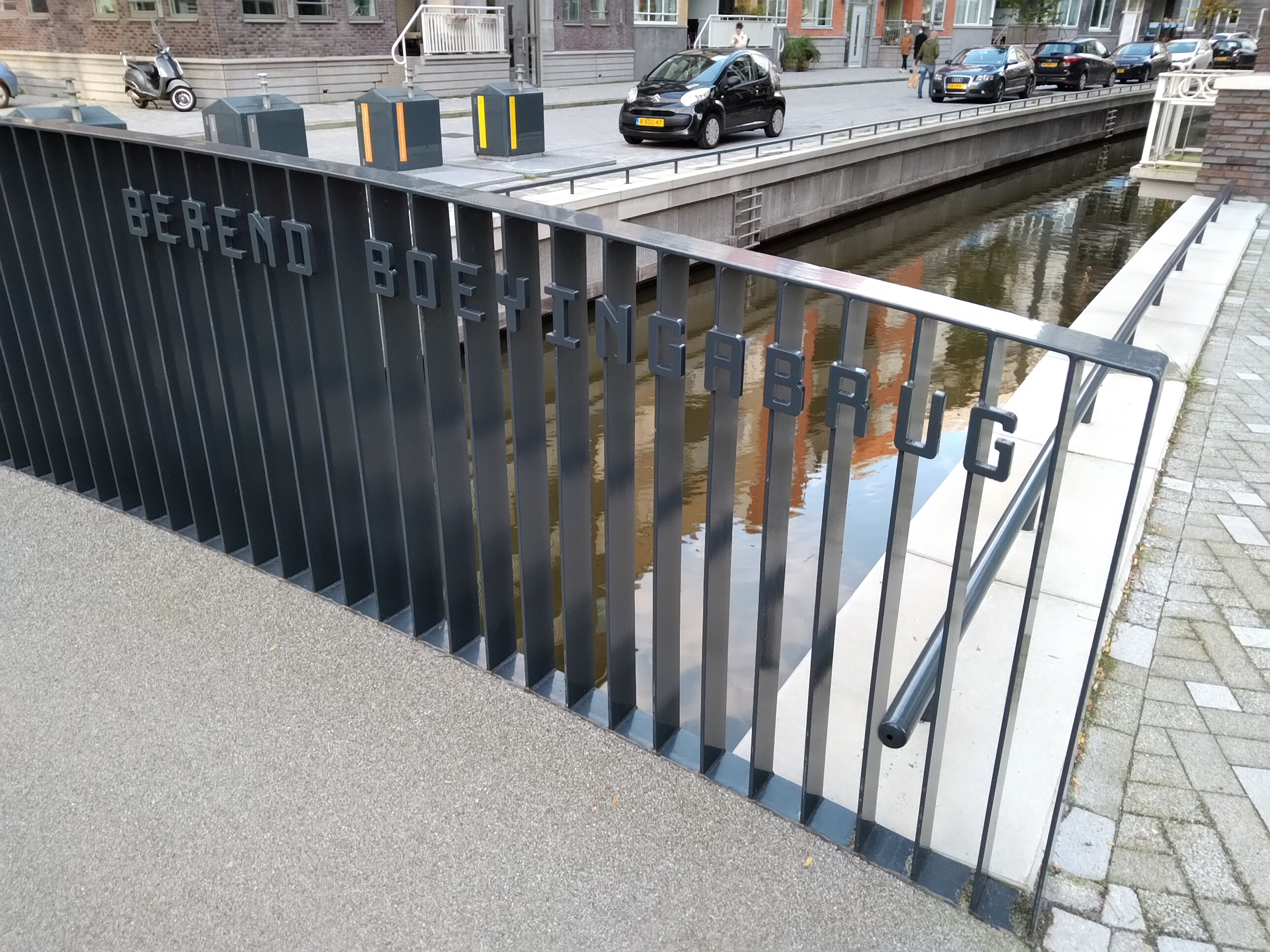
Naam (november 2021)